# Фахардо, Педро
Пе́дро Фаха́рдо де Су́ньига-и-Рекесе́нс-и-Пименте́ль (исп. Pedro Fajardo de Zúñiga y Requeséns y Pimentel; 1602, Мула, королевство Мурсия — 3 ноября 1647, Палермо королевство Сицилия) — испанский гранд, 5-й маркиз де Лос-Велес из дома Фахардо; вице-король Валенсии (1631—1635), Арагона (1636—1638), Наварры (1638—1640), Каталонии (1640—1641) и Сицилии (1644—1647). Посланник испанского короля при Святом Престоле (1641—1642).
Во главе армии испанского королевства участвовал в подавлении Сегадорского восстания. После поражения в битве при Монжуике был отстранён от командования.

## Происхождение и карьера

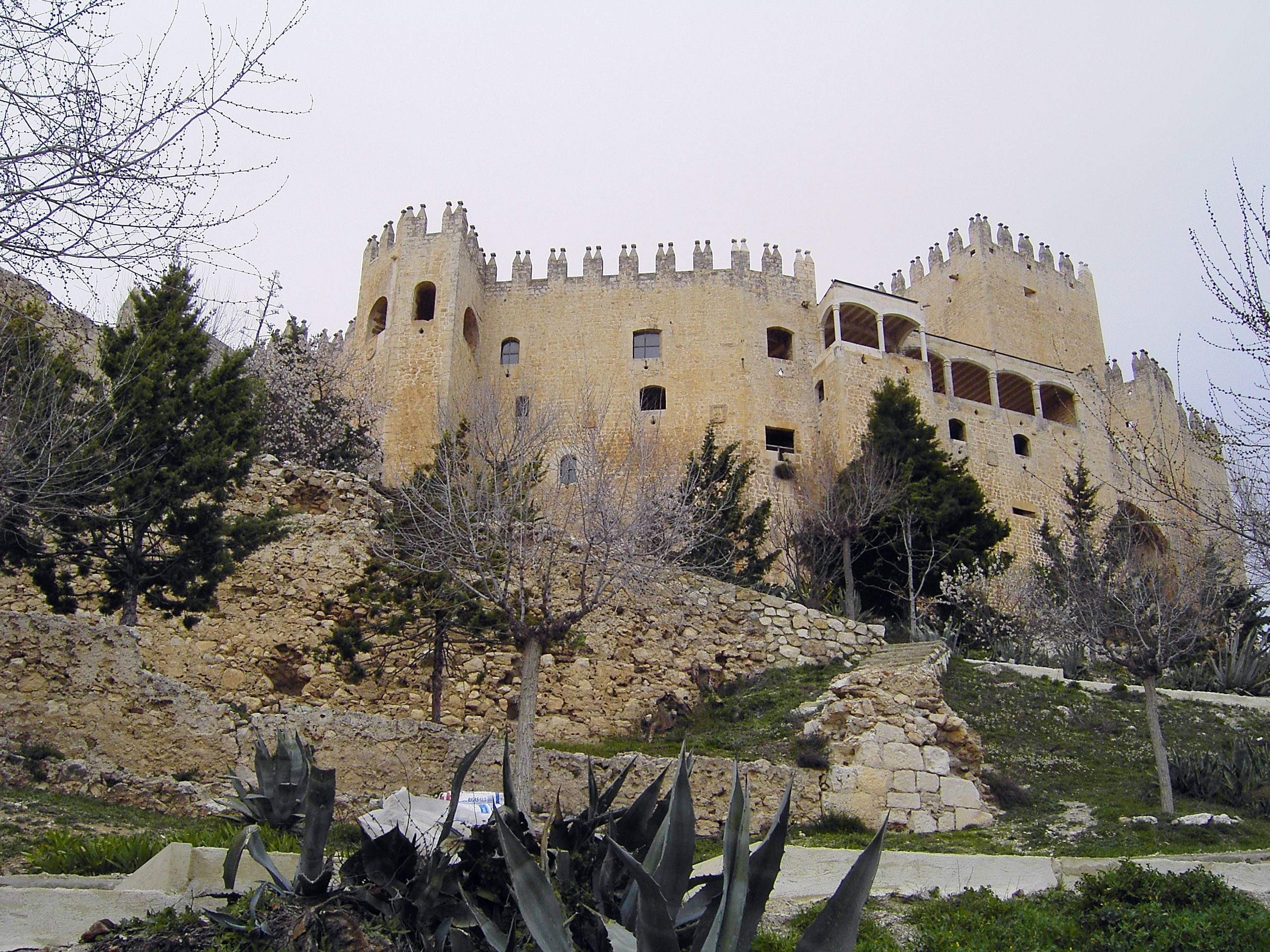
Родовой замок маркизов де Лос-Велес в Альмерии

Дон Педро происходил из дома Фахардо — рода кастильских грандов галисийского происхождения со значительными владениями в королевстве Мурсия. Основателем рода был Педро Йаньес-Гальего, живший в конце XIII — начале XIV века, по прозвищу «Фахардо», от слова исп. fajar, одно из значений которого «наносить удар, давать пощёчину». Своё прозвище он получил, сражаясь с маврами. Его сын Хуан Гальего, уже носил фамилию Фахардо. Ему посвящена комедия Лопе де Вега «Первый Фахардо». Представители рода активно участвовали в Реконкисте. Фахардо были главными аделантадо Королевства Мурсия и являлись владетелями Картахены, которую кастильская корона обменяла у них на маркизат Лос-Велес.
Дон Педро Фахардо де Суньига и Рекесенс и Пиментель родился в 1602 году в Муле, в королевстве Мурсия. Он был сыном дона Луиса Фахардо де Суньига и Рекесенс, 4-го маркиза де Лос-Велес и доньи Марии Пиментель и Киньонес. По отцовской линии приходился внуком дону Педро Фахардо и Кордоба, 3-му маркизу де Лос-Велес и донье Менсии де Рекесенс и Суньига. По материнской линии был внуком дона Хуана Альфонсо де Пиментель и Эррера, 8-го графа и 5-го герцога Бенавенте и доньи Каталины Вихиль де Киньонес, 6-й графини де Луна. 16 июня 1602 года его крестили в церкви Святого Доминика в Муле.
В 1631 году дон Педро наследовал отцу, получив титулы и владения дома Фахардо. Он стал грандом Испании, 5-м маркизом де Лос-Велес, 4-м маркизом де Молина, владетелем Мулы, Либрильи, Альамы, Бенитальяра, Кастельвель-де-Росанеса, Сант-Андреу и Молинс-де-Рея, главным аделантадо и капитан-генералом королевства Мурсия, алькайдом замка Лорки. В том же 1631 году король Филипп IV назначил его вице-королём Валенсии. Дон Педро занимал этот пост до 1635 года. За время правления в Валенсии им был введён запрет на экспорт риса и построена новая таможня. В 1636 году, по протекции фаворита короля графа-герцога Оливареса, он был назначен вице-королём Арагона. В 1638 году его назначили вице-королём Наварры, где он смог проявить себя в битве при Фуэнтеррабии против армии французского королевства. В 1640 году дон Педро получил назначение на место вице-короля Каталонии и возглавил армию испанского королевства. Предпринял попытку подавления Сегадорского восстания. Многочисленное войско под его командованием, с успехом продвигаясь через Тортосу и Таррагону, потерпело сокрушительное поражение в сражении при Монтжуике при попытке осадить Барселону.
Разгневанный король обвинил в поражении маркиза и сместил его с места вице-короля Каталонии и главнокомандующего армией. Граф-герцог Оливарес отправил дона Педро в Рим, назначив его послом испанского королевства при Святом Престоле. Это было фактической ссылкой. Ожидая худшего, перед отъездом, дон Педро составил завещание, в котором назначил своей душеприказчицей вторую супругу. Он также завещал похоронить себя в семейной усыпальнице в соборе Мурсии. Жена и дети остались в Испании. Маркиза управляла владениями дома Фахардо от имени супруга. В Риме главным заданием для дона Педро было не допустить принятия Святым Престолом посланника португальского королевства, которое незадолго до этого обрело независимость от короны Испании. Краткое пребывание маркиза на дипломатической службе было сопряжено серьёзными материальными затруднениями. После падения в 1644 году графа-герцога Оливареса, король назначил дона Педро вице-королём Сицилии. В том же году в Палермо к нему приехали жена и дети. Из-за сложной обстановки на острове, Филипп IV дважды в письмах к маркизу, в 1644 и 1645 годах, предлагал ему вернуться ко двору в Мадрид, но дон Педро отказался.
В 1647 году в Палермо вспыхнуло восстание под предводительством Джузеппе д’Алесси. Повстанцы изгнали вице-короля из города, однако вскоре маркиз смог усмирить восставших. Он вернулся в Палермо. Состояние его и без того слабого здоровья сильно ухудшилось. 3 ноября 1647 года дон Педро продиктовал нотариусу своё новое завещание, которое почти ничем не отличалось от первого, и в тот же день умер.

## Браки и потомство
Дон Педро Фахардо де Суньига и Рекесенс и Пиментель, 5-й маркиз де Лос-Велес, 4-й маркиз де Молина сочетался первым браком с доньей Аной Хирон Энрикес де Кабрера, дочерью дона Фернандо Афан де Рибера-и-Тельес-Хирон, 3-го герцога Алькала де Лос-Гасулес, 8-го маркиза де Тарифа и доньи Беатрис де Моура. В этом браке родился один ребёнок — сын дон Луис Хоакин. В сентябре 1627 года дон Педро овдовел, а в 1631 году в юном возрасте умер и его сын от первого брака.
В 1632 году дон Педро снова женился. Второй супругой маркиза стала донья Мариана Энграсия де Толедо и Португаль (1618/1619—1686), дочь дона Фернандо Альвареса де Толедо и Португаль, 2-го маркиза Ферчилья и Вильяррамель, 6-го графа де Оропеса и доньи Менсии де Мендоса и Пиментель. В этом браке у супругов родились шестеро детей (один посмертный), из которых только четверо дожили до совершеннолетнего возраста:
- дон Педро (ум. 1713), маркиз де Молина, отказался от наследства и в 1650 году вступил в орден босых кармелитов, приняв монашеский постриг с именем Петра Иисуса Марии в монастыре Сан-Педро-де-ла-Вега-де-Пастрана, впоследствии стал настоятелем монастыря[1][7];
- дон Фернандо Хоакин (1635—1692), 6-й маркиз де Лос-Велес, 5-й маркиз де Молина, в 1654 году сочетался первым браком с доньей Марией Хуаной де Арагон Фольч де Кардона и Сандоваль (ум. 1686), вторым браком в 1687 с доньей Исабель Розой де Айала Фахардо и Мендоса, потомства не оставил[10][11];
- донья Мария Тереса (ум. 1715), 7-я маркиза де Лос-Велес, 6-я маркиза де Молина, в 1664 году сочеталась браком с доном Фернандо Луисом де Арагон Монкада Луна и Перальта, 6-м князем Патерно, 8 герцогом Монтальто и 7-м герцогом Бивоны[12][11];
- дон Хосе (1647—1670), родился после смерти отца[1], служил офицером на флоте испанского королевства, женат не был, потомства не оставил[3].

#### Книги
- González Castaño J. Breve historia de la Región de Murcia :  [исп.]. — Murcia : Ediciones Tres Fronteras, 2009. — P. 201. — 399 p. — ISBN 978-84-7564-527-8.
- Rivas Carmona J. Estudios de platería. San Eloy 2012 :  [исп.]. — Murcia : Universidad de Murcia, 2012. — P. 386. — 617 p. — ISBN 978-84-15463-20-7.
- Vargas Peña L., Garcia Cueto D. Signos de poder en las testamentarías de don Pedro Fajardo Pimentel y doña María Engracia Álvarez de Toledo,V marqueses de los Vélez :  [исп.]. — Madrid, Granada : Universidad complutense de Madrid y Universidad de Granada, 2013. — 36 p.

#### Статья
- Torres Fontes J. Los Fajardo en los siglos XIV y XV (исп.) // Miscelánea Medieval Murciana : revista. — 1978. — No 4. — P. 109—173.